# گلوخیف
گلوخیف (اوکراینی: Глу́хів, تلفظ می‌شود [ˈɦɫu.x⁽ʲ⁾iu̯]) شهری در استان سومی در کشور اوکراین است. جمعیت این شهر ۳۲,۲۴۸ نفر (۲۰۲۱ تخمینی)است.

## نگارخانه

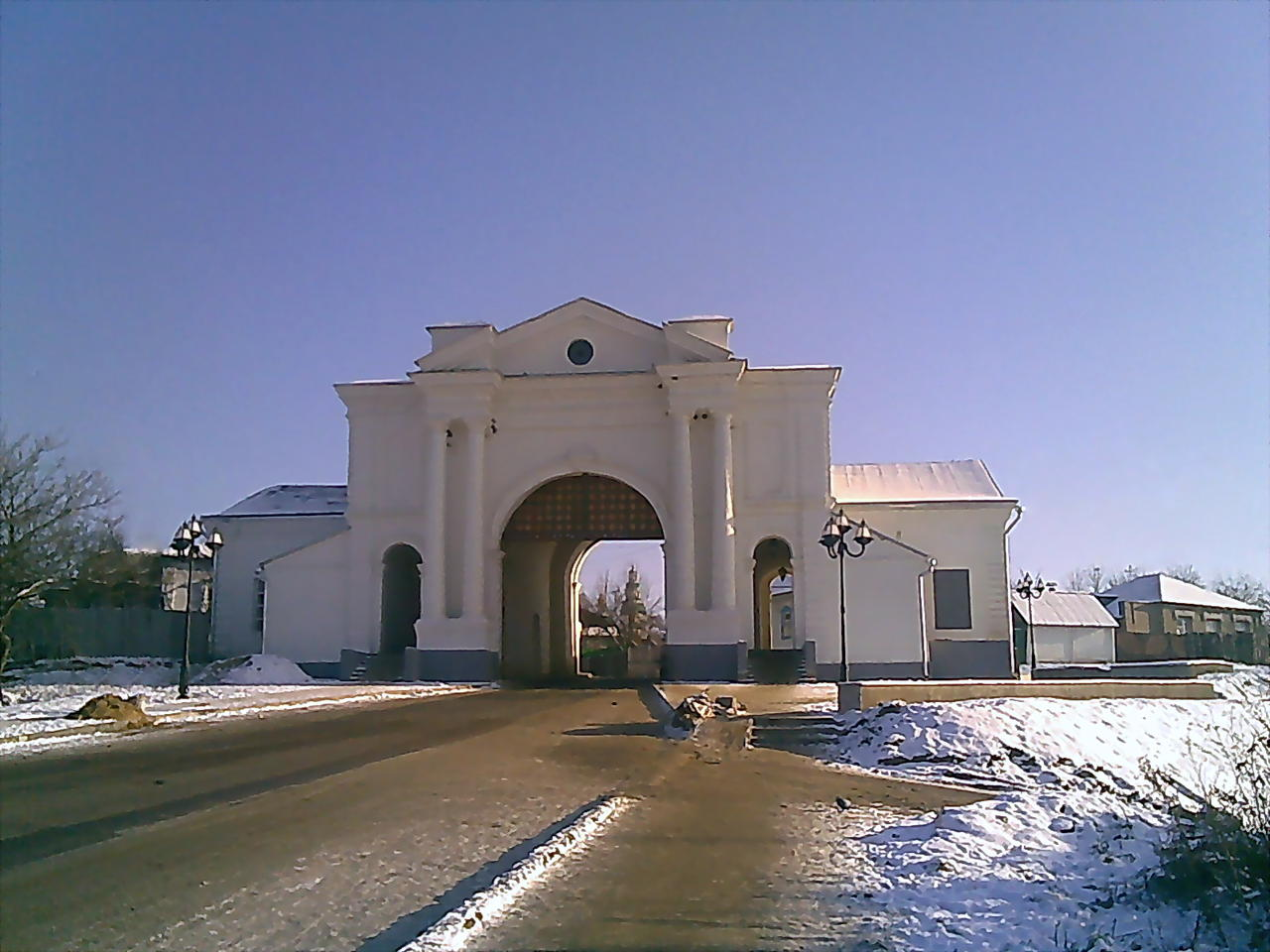
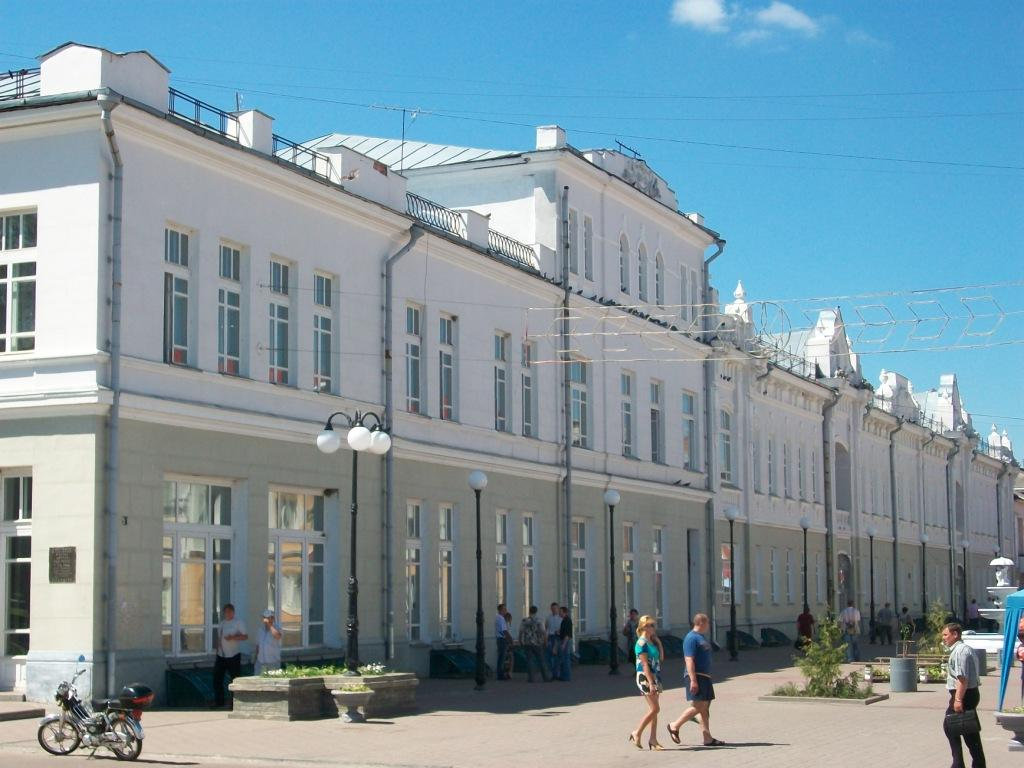
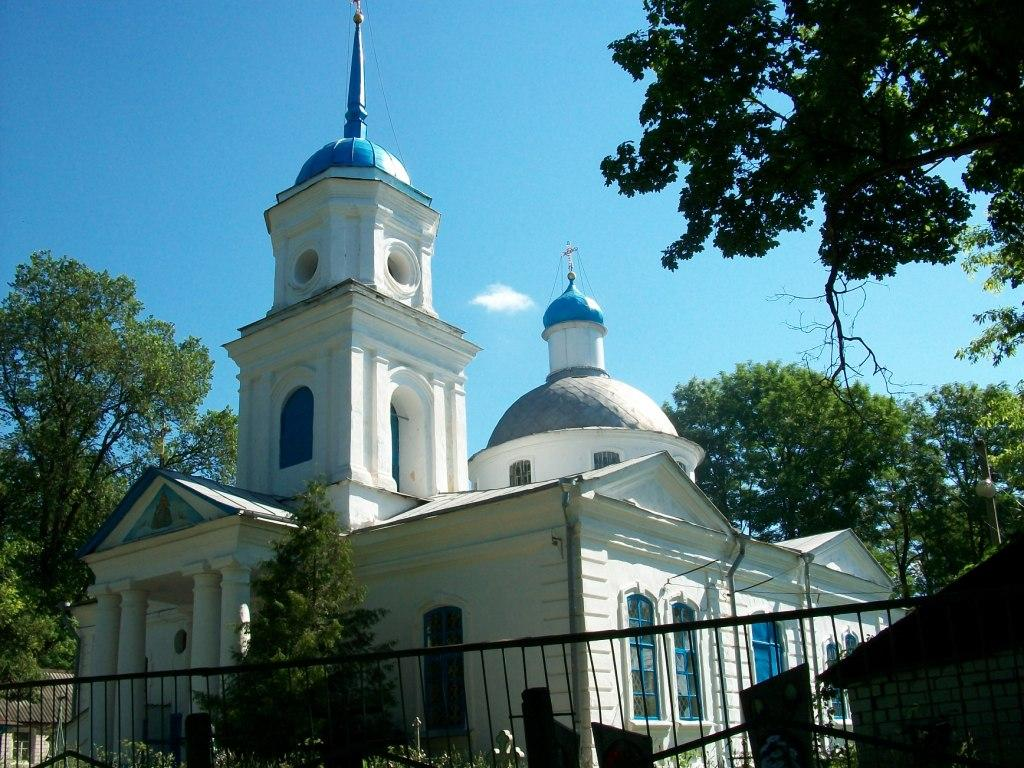
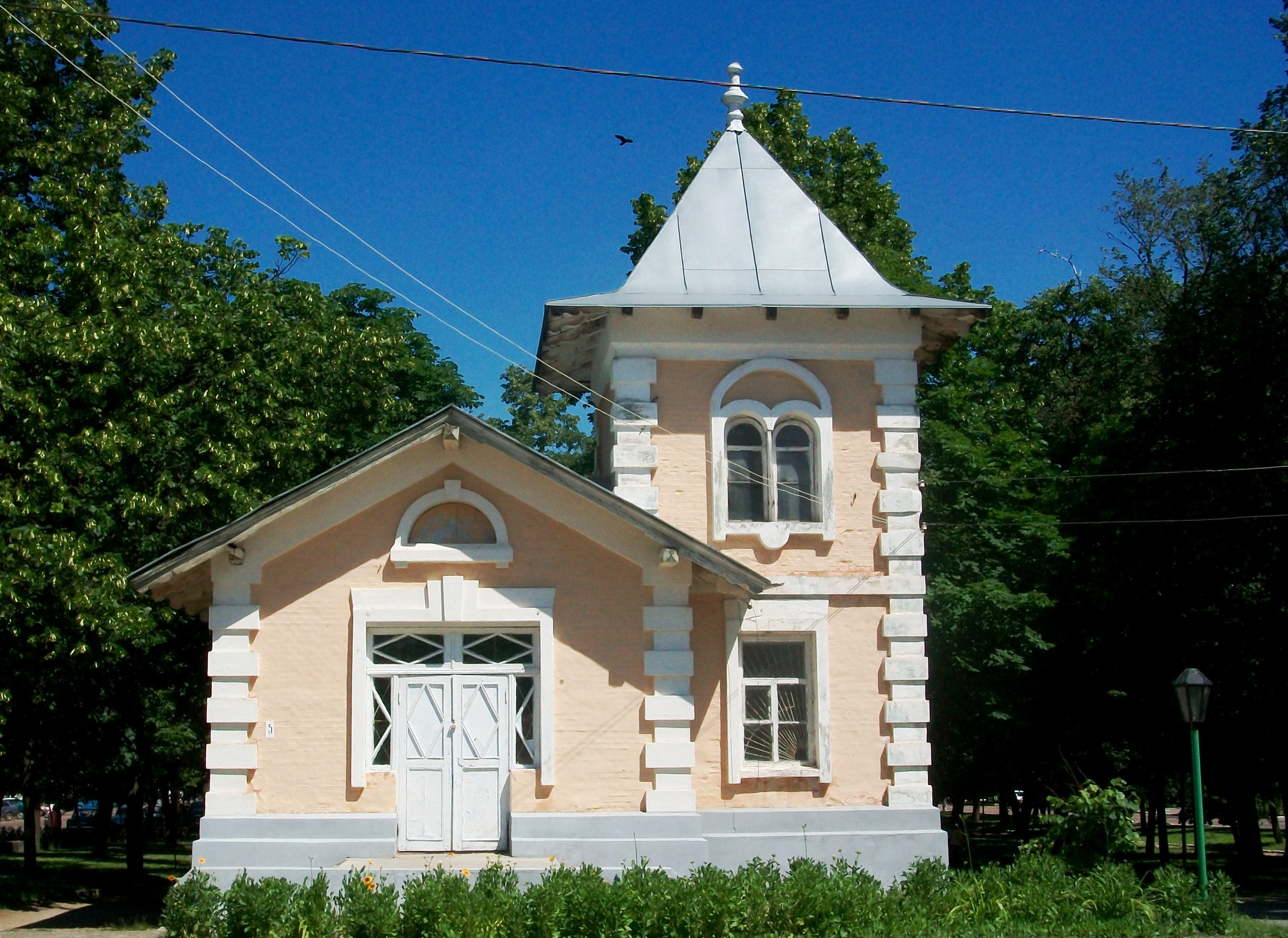
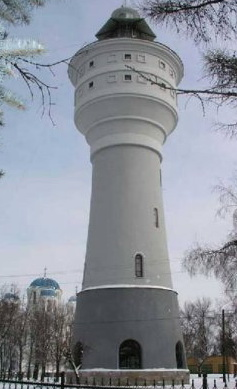
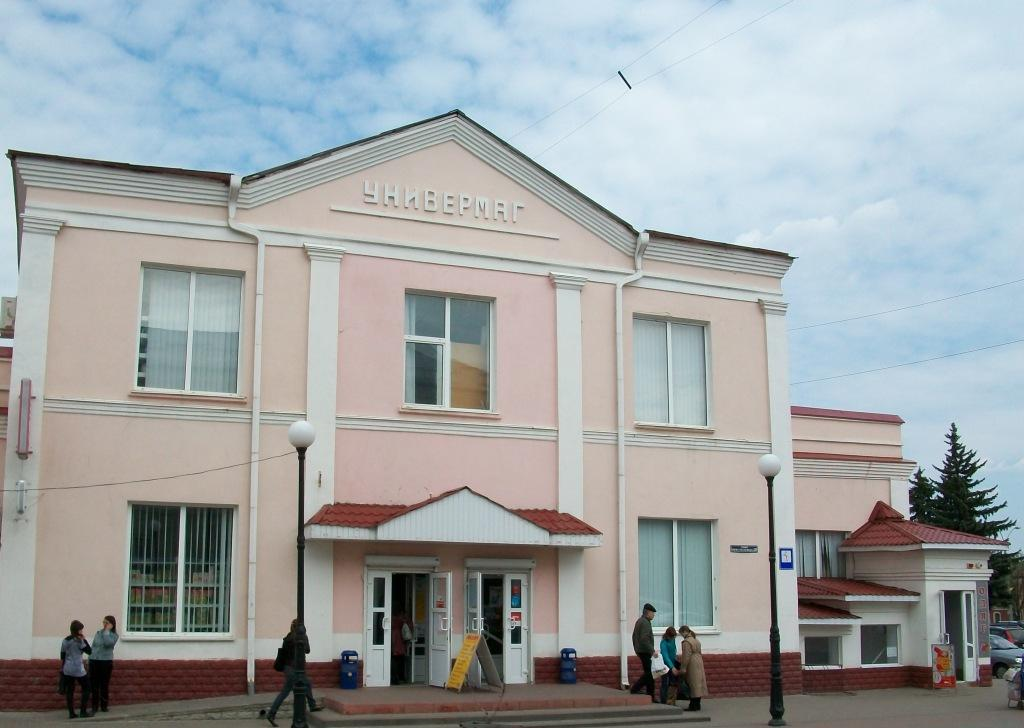
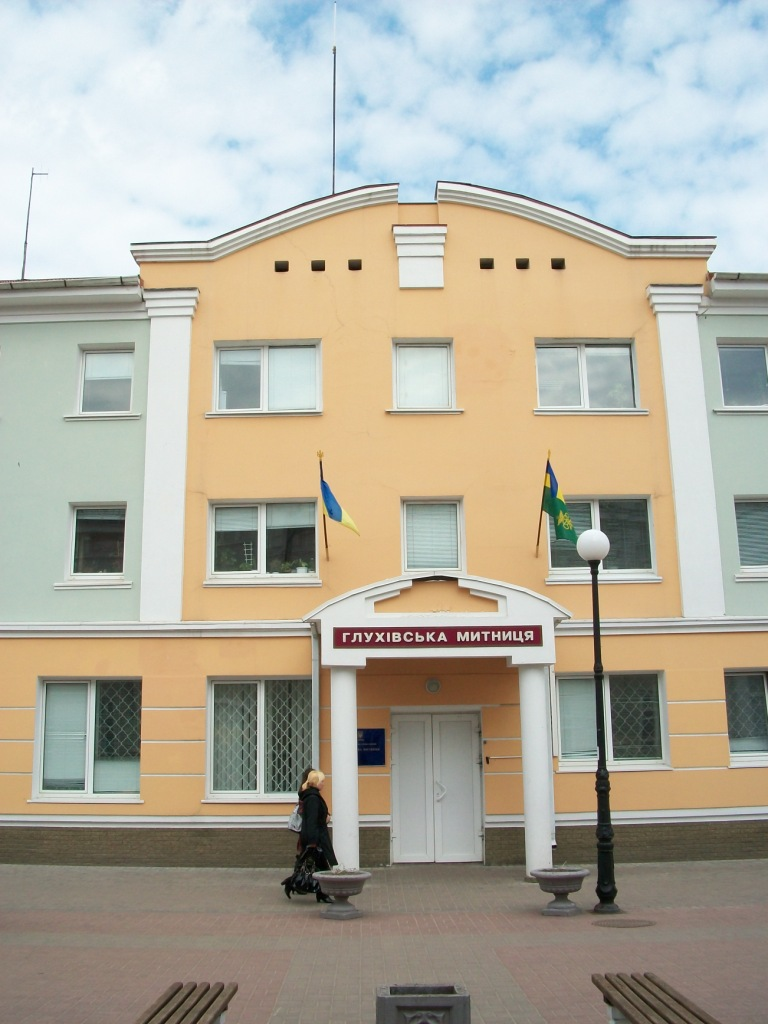
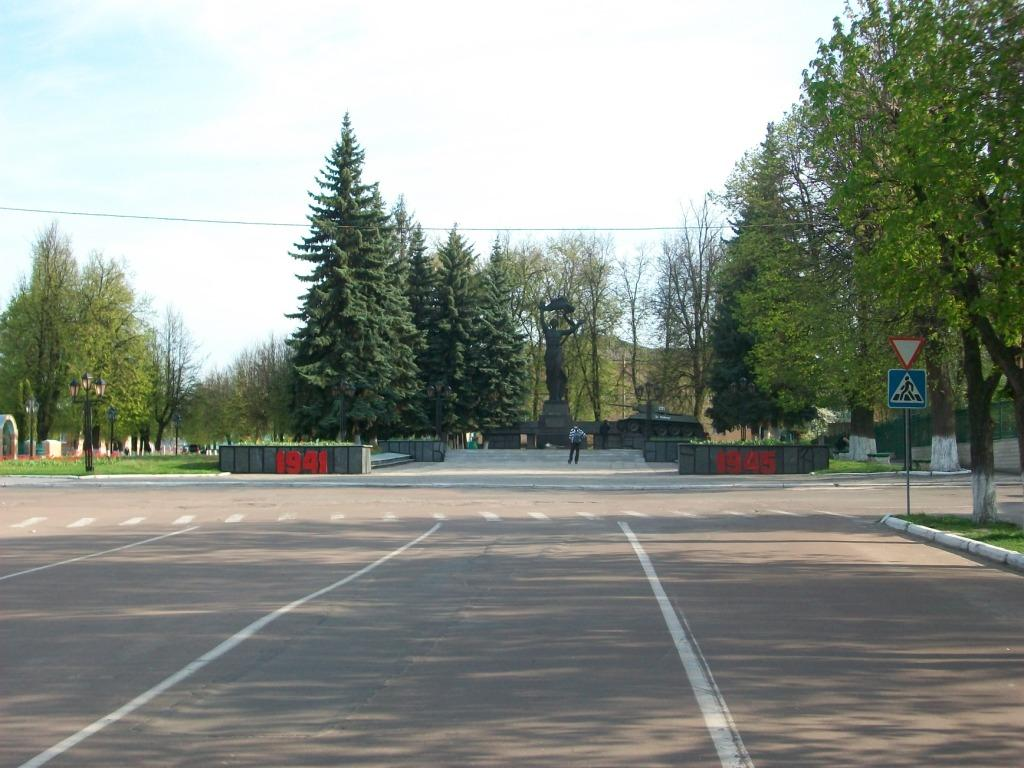
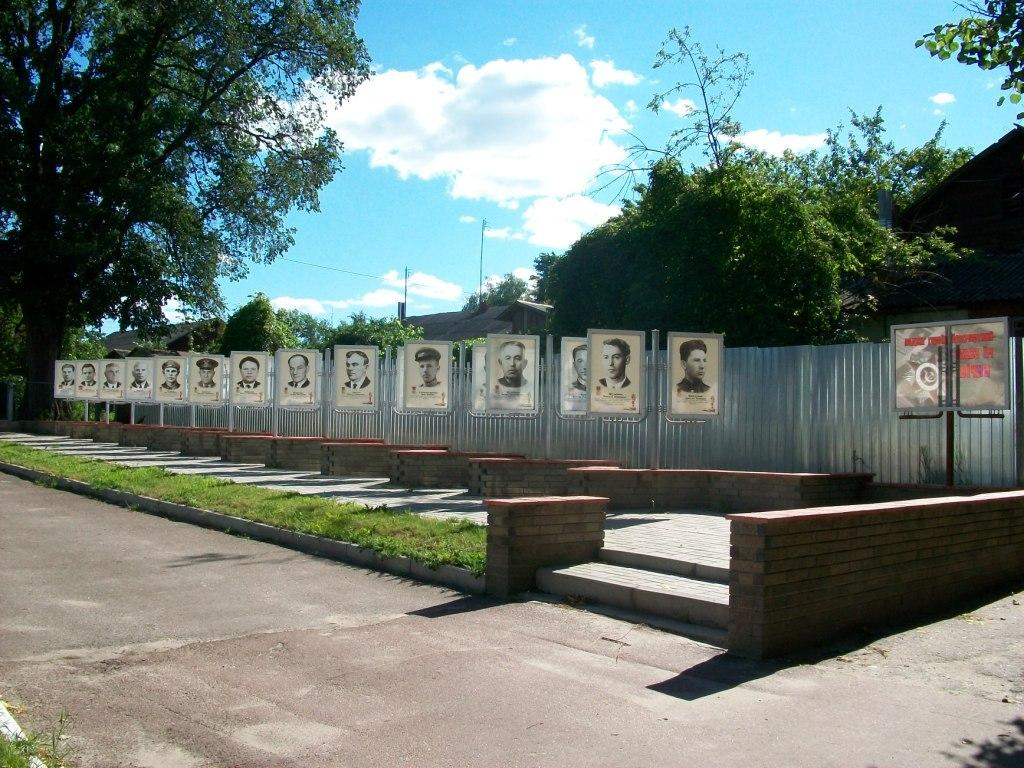
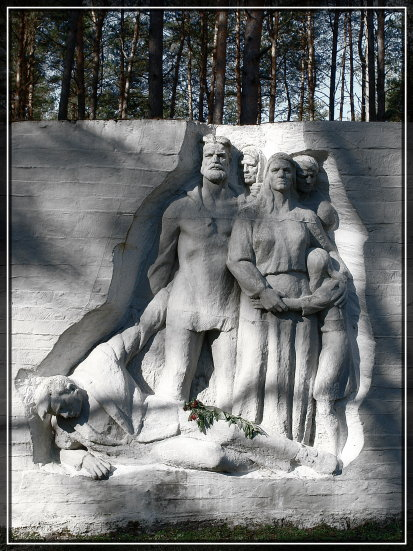
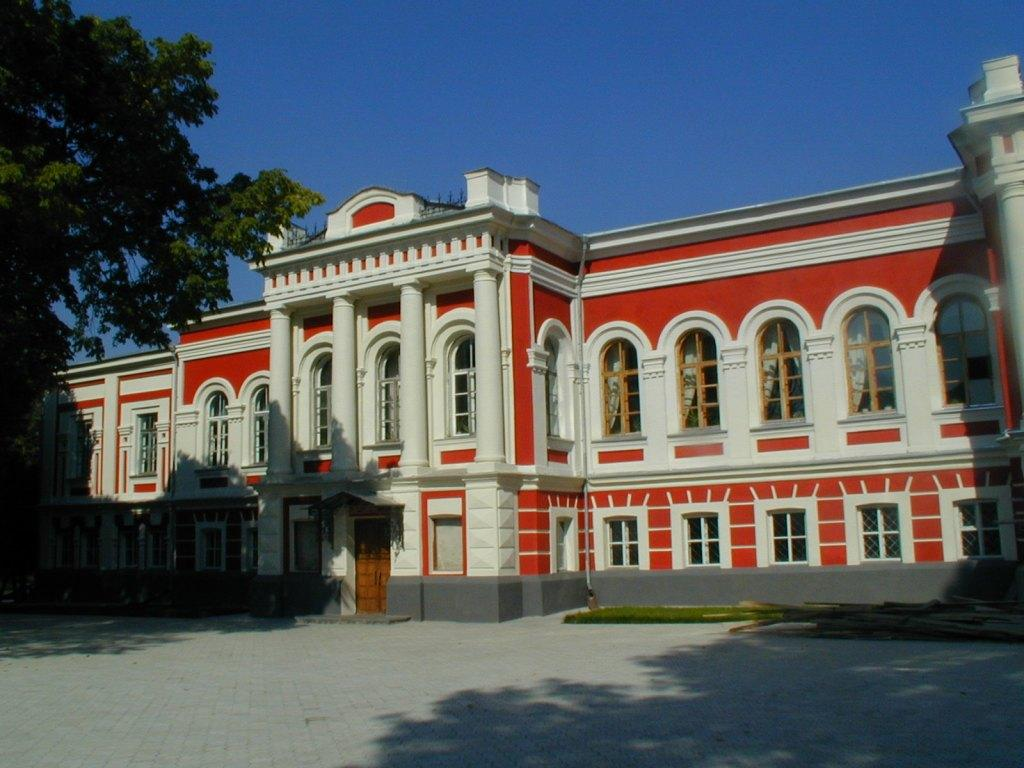
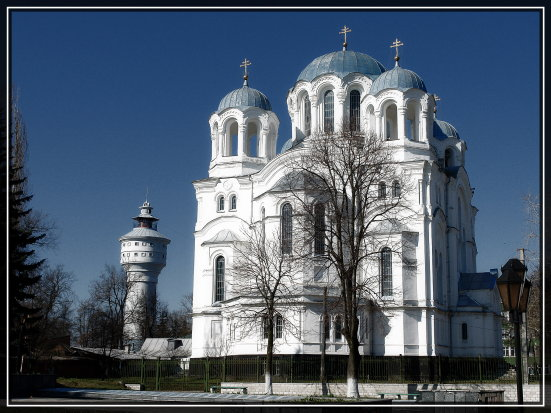
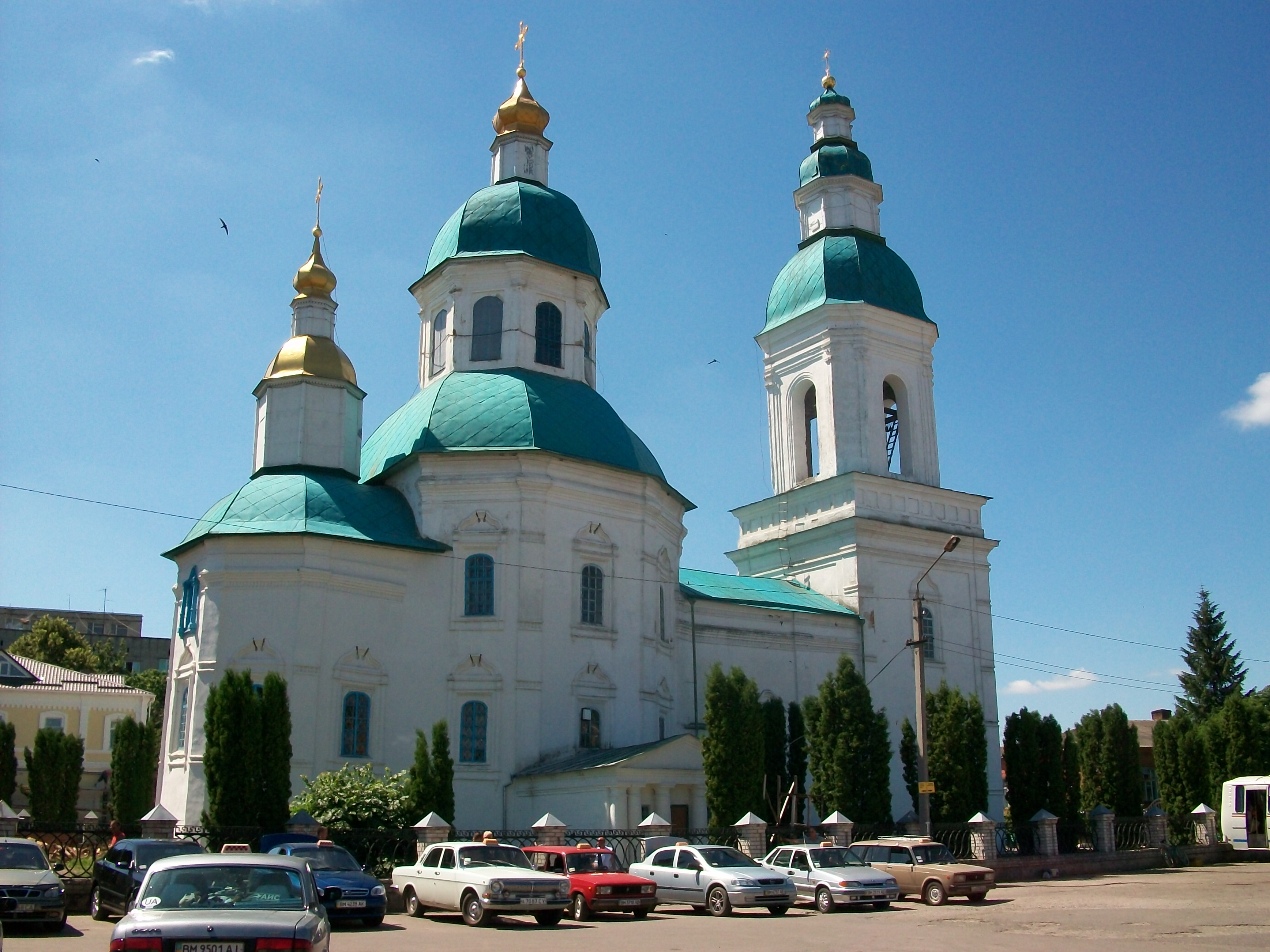
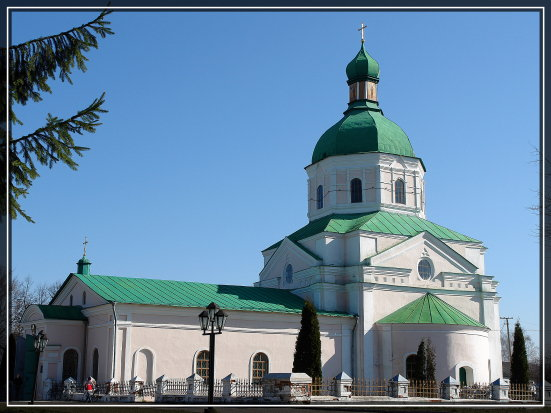
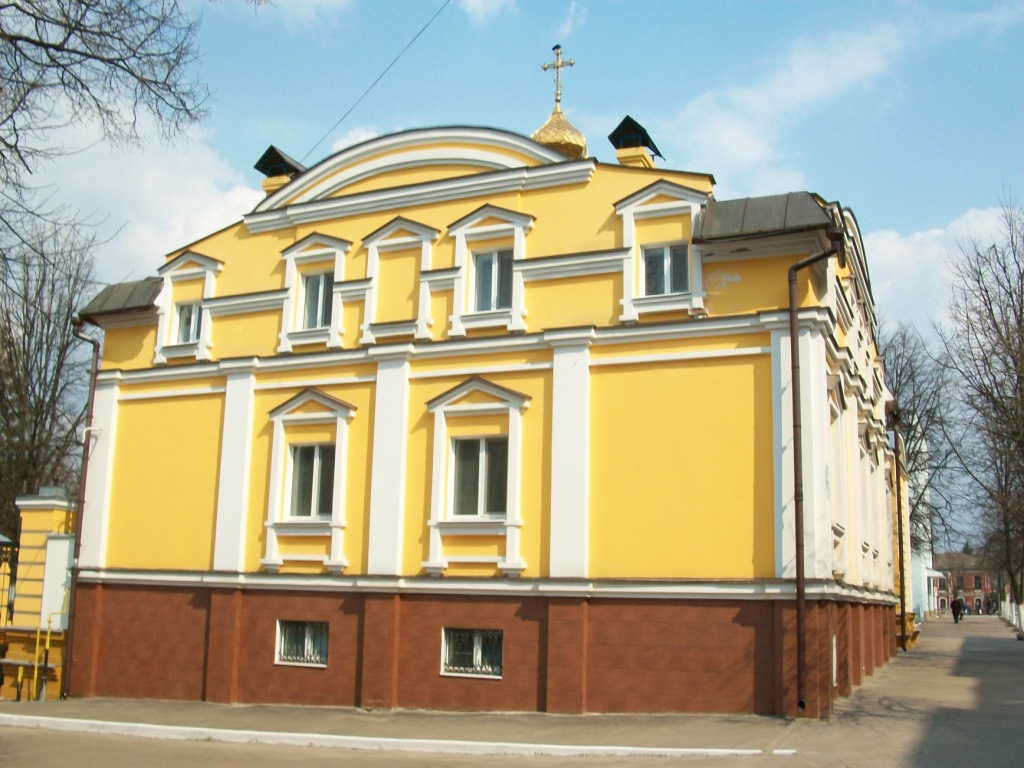
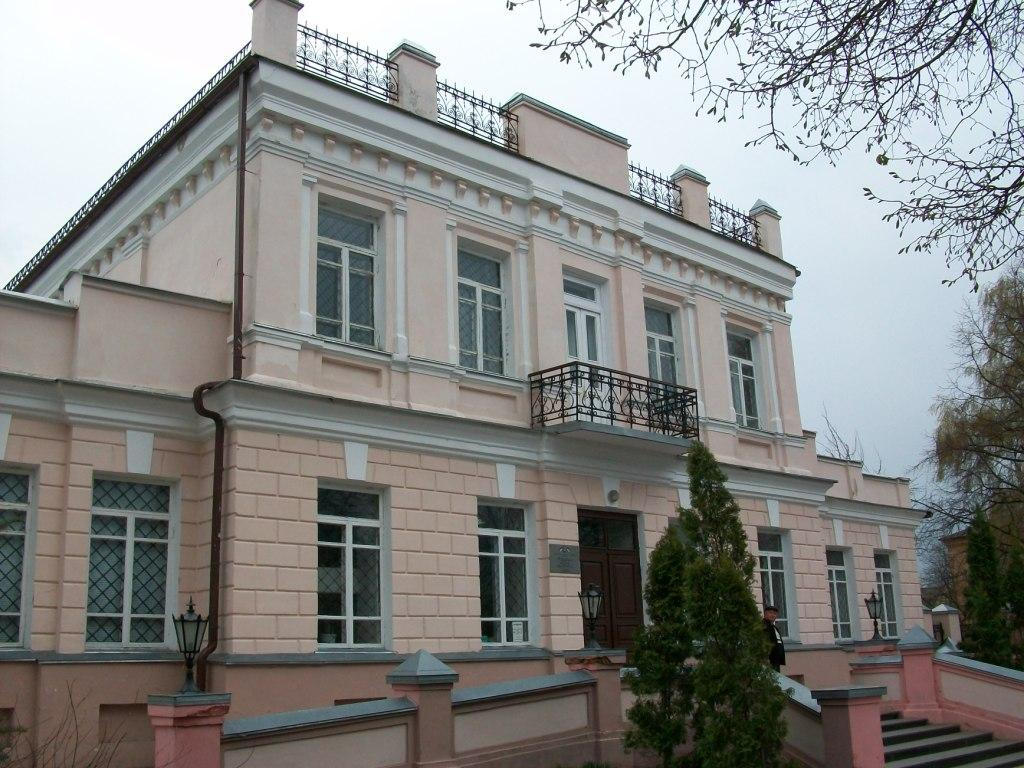
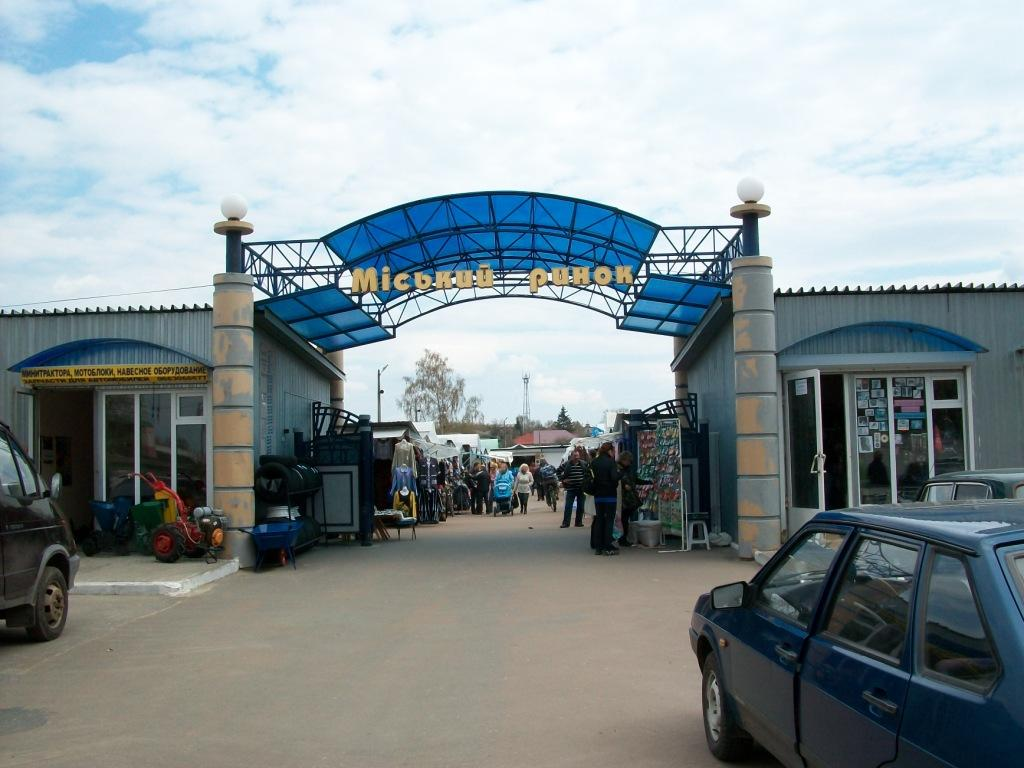
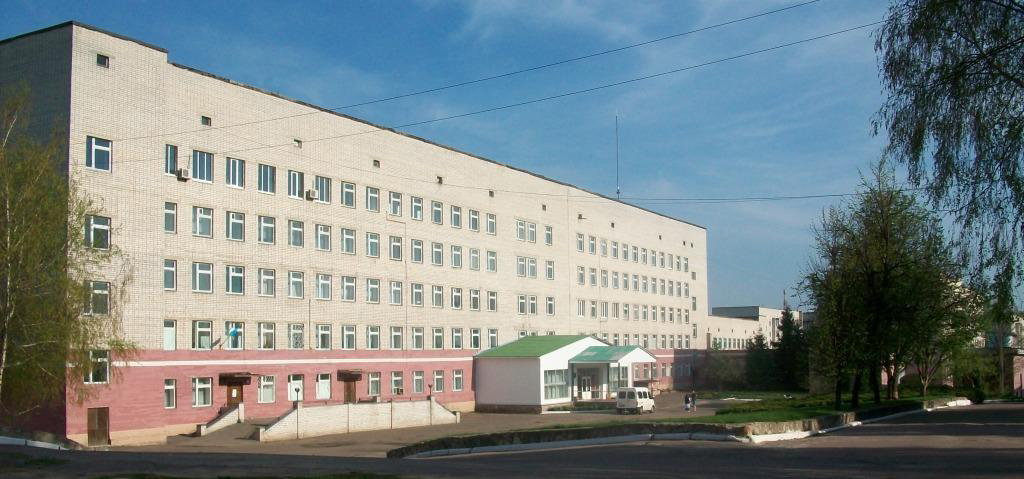
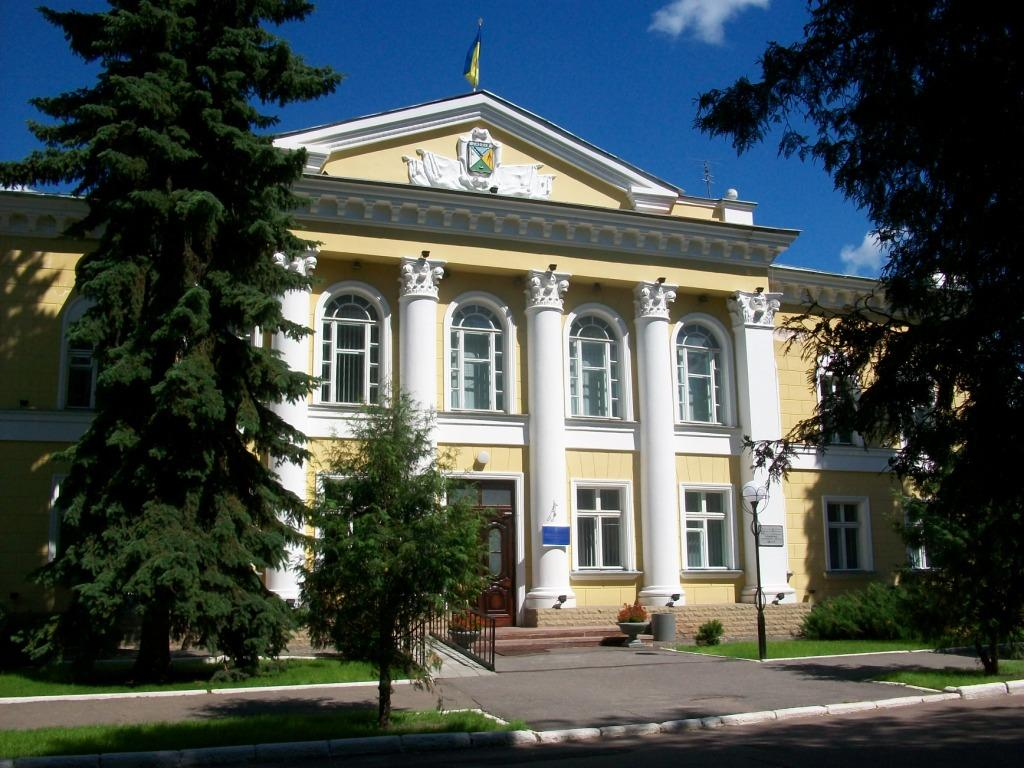
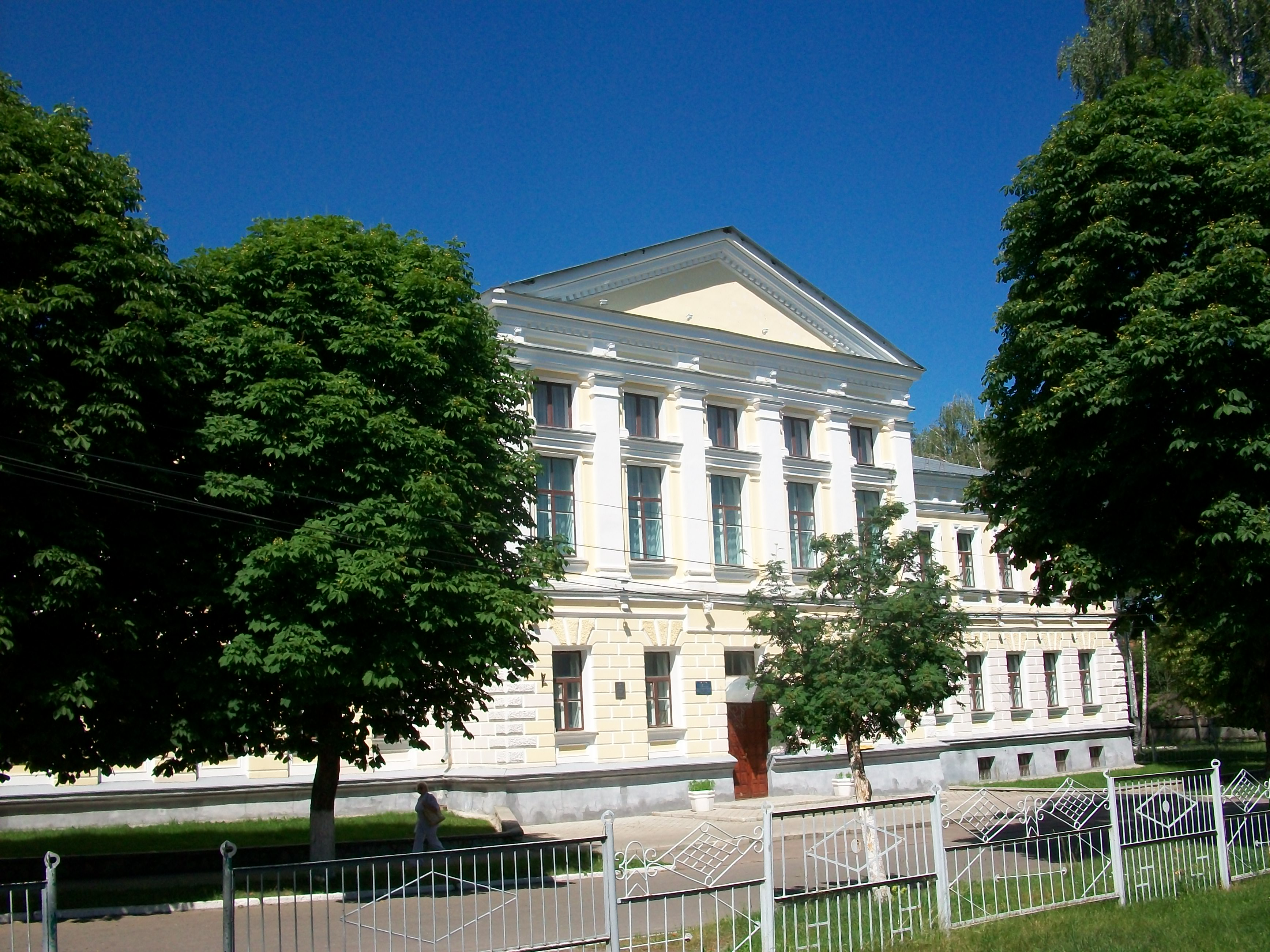
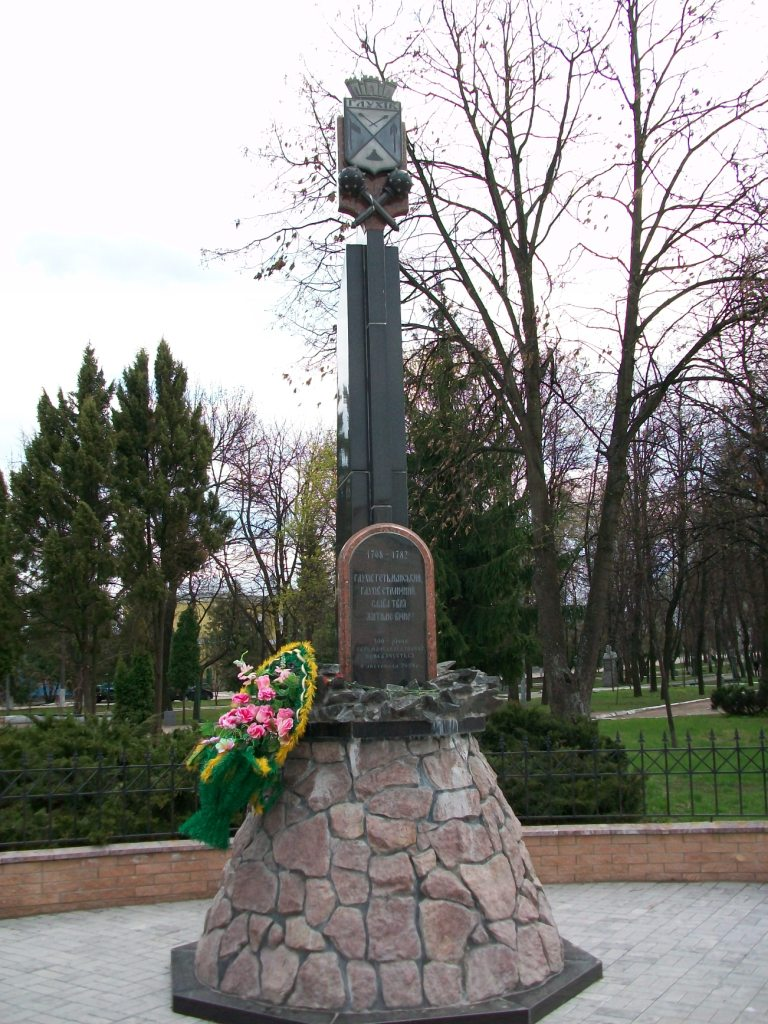
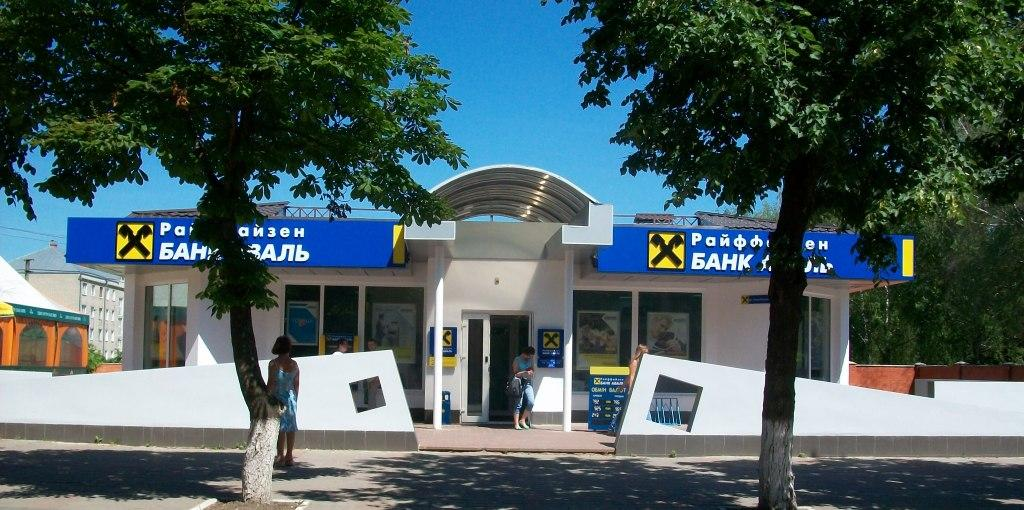